# Дарік

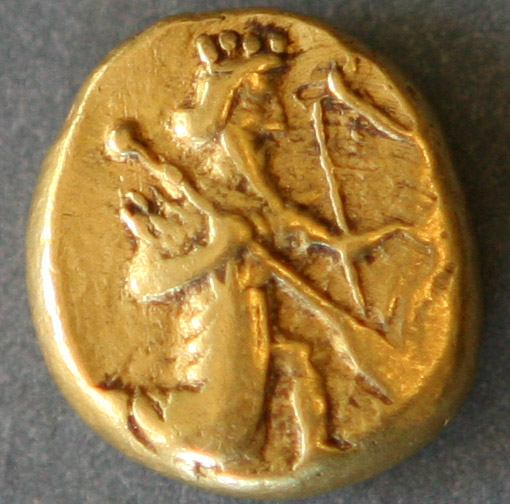
Дарік Ахеменідів, Тип IIIb, близько 490 до н. е.

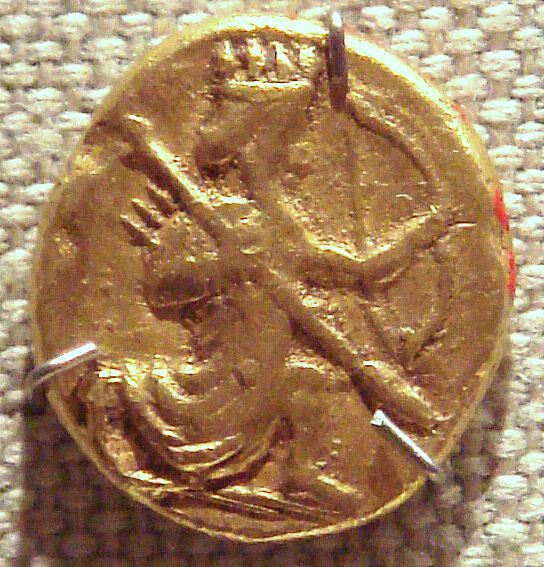
Дарік Ахеменідів, 4 століття до н. е.

Дарік (ін-перс. дараявака, англ. daric) — перська високопробна золота монета, основа грошової системи Держави Ахеменідів. Монета отримала свою назву за зображенням на аверсі перського царя Дарія І, який почав її карбувати в ході своїх реформ (кінець VI ст. до н. е.). Маса монети бл. 8,4 г. з високим вмістом золота. Цими монетами вносилися податки, вони ж служили для великої торгівлі не тільки в Персії, але й за її межами.
Цар звичайно зображувався у вигляді схиленого лучника, через що монету іноді називають «лучником». На реверсі містився грубо викарбуваний прямокутник (очевидно, слід удару). Написів на монеті не було.
Карбування золотої монети було прерогативою тільки перського царя. Завдяки тому, що дарік містив всього 3% домішки, він протягом декількох століть займав становище основної золотої монети в торговому світі.
1 дарік становив 1/3000 перського таланту в 25,92 кг. За час існування Держави Ахеменідів кілька разів змінювалась відносна вартість дорогоцінних металів, в даному випадку золота та срібла. В результаті даріки послідовно карбувалися за чотирма монетними стопами, встановити хронологчні рамки яких в даний час не можливо.
- перший період: раціо 1:13 ⅓, дарік з вмістом золота 8,19 г.=20 шиглу з вмістом срібла 5,46 г;
- другий період: раціо 1:13, дарік з вмістом золота 8,4 г.=20 шиглу з вмістом срібла 5,46 г;
- третій період: раціо 1:13 ⅓, дарік з вмістом золота 8,4 г.=20 шиглу з вмістом срібла 5,6 г;
- четвертий період: раціо 1:13, дарік з вмістом золота 8,6 г.=20 шиглу з вмістом срібла 5,6 г.

Звідси срібний талант = 6 тис. шеклів = вавилонський талант; срібна міна = 100 шиглу = 5 дариків.
Випуск дариків був припинений у зв'язку з падінням держави Ахеменідів. Останні дарики карбувалися за Александра Македонського.